# Вонданка (село)
Во́нданка — село в Даровском районе Кировской области, административный центр Вонданского сельского поселения.

## География
Находится на расстоянии примерно 34 км на север от райцентра посёлка Даровской.

## История
Село основано в 1790 году. В 1873 году отмечено дворов 3 и жителей 9, в 1905 6 и 21, в 1926 47 и 85, в 1950 36 и 251, в 1989 проживало 558 жителей. Предтеченская церковь, каменная, построена в 1836 году, в конце XIX века в селе находилась волостная управа, медицинский и ветеринарный фельдшера, церковноприходская и женская земская школы.

## Население
Постоянное население составляло 485 человек (русские 99 %) в 2002 году, 328 в 2010.